# Spindasis somalina
Spindasis somalina är en fjärilsart som beskrevs av Butler 1885. Spindasis somalina ingår i släktet Spindasis och familjen juvelvingar. Inga underarter finns listade i Catalogue of Life.